# Banksia serrata
Banksia serrata (L.f., 1782) è una pianta appartenente alla famiglia delle Proteaceae, endemica degli stati federati di Queensland, Nuovo Galles del Sud, Victoria e Tasmania, in Australia.